# Подъясово
Подъясово — деревня в Альменевском районе Курганской области России. Входит в состав Танрыкуловского сельсовета.

## География
Деревня находится на юго-западе Курганской области, в пределах южной части Западно-Сибирской равнины, в лесостепной зоне, на восточном берегу заболоченного озера Кабаньего, при автодороге 37Н-0106, на расстоянии примерно 36 километров (по прямой) к юго-западу от села Альменева, административного центра района. Абсолютная высота — 177 метров над уровнем моря.
Климат
Климат характеризуется как континентальный с недостаточным увлажнением, холодной малоснежной зимой и тёплым сухим летом. Средняя многолетняя температура самого холодного месяца (января) составляет −17,7°С, температура самого тёплого (июля) — +25,2°С. Среднегодовое количество осадков — 370—380 мм. Снежный покров держится в течение 150—160 дней в году.
Часовой пояс
Деревня Подъясово, как и вся Курганская область, находится в часовой зоне МСК+2. Смещение применяемого времени относительно UTC составляет +5:00.

## Население
| 1989 | 2002 | 2010 | 2012 | 2013 | 2014 |
| ---- | ---- | ---- | ---- | ---- | ---- |
| 287  | ↘177 | ↘174 | ↗182 | ↘179 | ↘162 |

Гендерный состав
По данным Всероссийской переписи населения 2010 года в гендерной структуре населения мужчины составляли 48,3 %, женщины — соответственно 51,7 %.
Национальный состав
Согласно результатам Всероссийской переписи населения 2002 года, в национальной структуре населения башкиры составляли 93 %.

## Инфраструктура
В деревне, при доме культуры функционирует татарская детская фольклорная группа «Сандугач».

## Улицы
Уличная сеть населённого пункта состоит из четырёх улиц: Озёрная, Школьная, Российская, Лесная..

## Религия
Мечети
- Мечеть